# روزولت (اکلاهما)
روزولت(به انگلیسی: Roosevelt) شهری در ایالت اکلاهما کشور ایالات متحده آمریکا است که جمعیت آن در سرشماری سال ۲۰۱۰ میلادی، ۲۴۸ نفر بوده‌است.